# Björn Nordqvist
Björn Nordqvist (* 6. října 1942, Hallsberg) je bývalý švédský fotbalista, obránce. V roce 1968 byl vyhlášen švédským fotbalistou roku.

## Fotbalová kariéra
Ve švédské lize začínal v týmu IFK Norrköping, se kterým vyhrál dvakrát švédskou ligu a jednou švédský pohár. Od roku 1972 hrál tři sezóny v Nizozemsku za PSV Eindhoven, se kterým vyhrál jak ligu v sezóně 1974/1975, tak o rok dříve i Nizozemský fotbalový pohár. V letech 1975-1977 hrál za IFK Göteborg, se kterým postoupil do švédské nejvyšší soutěže. V letech 1979 a 1980 působil v týmu Minnesota Kicks, se kterým hrál North American Soccer League. Po návratu do Švédska hrál za Örgryte IS, se kterým také postoupil do nejvyšší soutěže. Aktivní kariéru zakončil ve druholigovém týmu Landskrona BoIS. Ve švédské lize nastoupil ve 292 ligových utkáních a dal 6 gólů, v nizozemské lize nastoupil ve 101 utkáních a v NASL nastoupil v 61 utkáních a dal 1 gól. V Poháru mistrů evropských zemí nastoupil v 8 utkáních a dal 1 gól a v Poháru vítězů pohárů nastoupil v 16 utkáních. Za reprezentaci Švédska nastoupil v letech 1963–1978 ve 115 utkáních. Byl členem švédské reprezentace na Mistrovství světa ve fotbale 1970, nastoupil ve 2 utkáních. Byl členem švédské reprezentace na Mistrovství světa ve fotbale 1974, nastoupil v 5 utkáních. Byl členem švédské reprezentace na Mistrovství světa ve fotbale 1978, nastoupil ve všech 3 utkáních.

## Ligová bilance
| Ročník                              | Zápasy | Góly | Klub            |
| ----------------------------------- | ------ | ---- | --------------- |
| 1. švédská liga 1961                | 19     | 2    | IFK Norrköping  |
| 1. švédská liga 1962                | 21     | 1    | IFK Norrköping  |
| 1. švédská liga 1963                | 22     | 0    | IFK Norrköping  |
| 1. švédská liga 1964                | 22     | 0    | IFK Norrköping  |
| 1. švédská liga 1965                | 19     | 1    | IFK Norrköping  |
| 1. švédská liga 1966                | 22     | 0    | IFK Norrköping  |
| 1. švédská liga 1967                | 22     | 0    | IFK Norrköping  |
| 1. švédská liga 1968                | 22     | 0    | IFK Norrköping  |
| 1. švédská liga 1969                | 21     | 1    | IFK Norrköping  |
| 1. švédská liga 1970                | 22     | 2    | IFK Norrköping  |
| 1. švédská liga 1971                | 22     | 0    | IFK Norrköping  |
| 1. švédská liga 1972                | 11     | 0    | IFK Norrköping  |
| 1. nizozemská liga 1972/1973        | 33     | 0    | PSV Eindhoven   |
| 1. nizozemská liga 1973/1974        | 34     | 0    | PSV Eindhoven   |
| 1. nizozemská liga 1974/1975        | 34     | 0    | PSV Eindhoven   |
| 2. švédská liga 1975                | 14     | 2    | IFK Göteborg    |
| 2. švédská liga 1976                | 22     | 0    | IFK Göteborg    |
| 1. švédská liga 1978                | 22     | 0    | IFK Göteborg    |
| North American Soccer League 1979   | 30     | 1    | Minnesota Kicks |
| North American Soccer League 1980   | 31     | 0    | Minnesota Kicks |
| 2. švédská liga 1980                | 3      | 0    | Örgryte IS      |
| 1. švédská liga 1981                | 25     | 0    | Örgryte IS      |
| 1. švédská liga 1982                | 22     | 0    | Örgryte IS      |
| 1. švédská liga 1983                | 22     | 0    | Örgryte IS      |
| 2. švédská liga 1984                | 5      | 0    | Landskrona BoIS |
| CELKEM 1. švédská liga              | 292    | 6    |                 |
| CELKEM 1. nizozemská liga           | 101    | 0    |                 |
| CELKEM North American Soccer League | 61     | 1    |                 |